# Křížová cesta (Stěžov)
Křížová cesta ve Stěžově na Příbramsku se nachází v lese na sever od obce.

## Historie
Křížová cesta vznikla roku 1993. Tvoří ji čtrnáct dřevěných křížů upevněných na starých žulových podstavcích. Kříže jsou očíslovány římskými číslicemi.

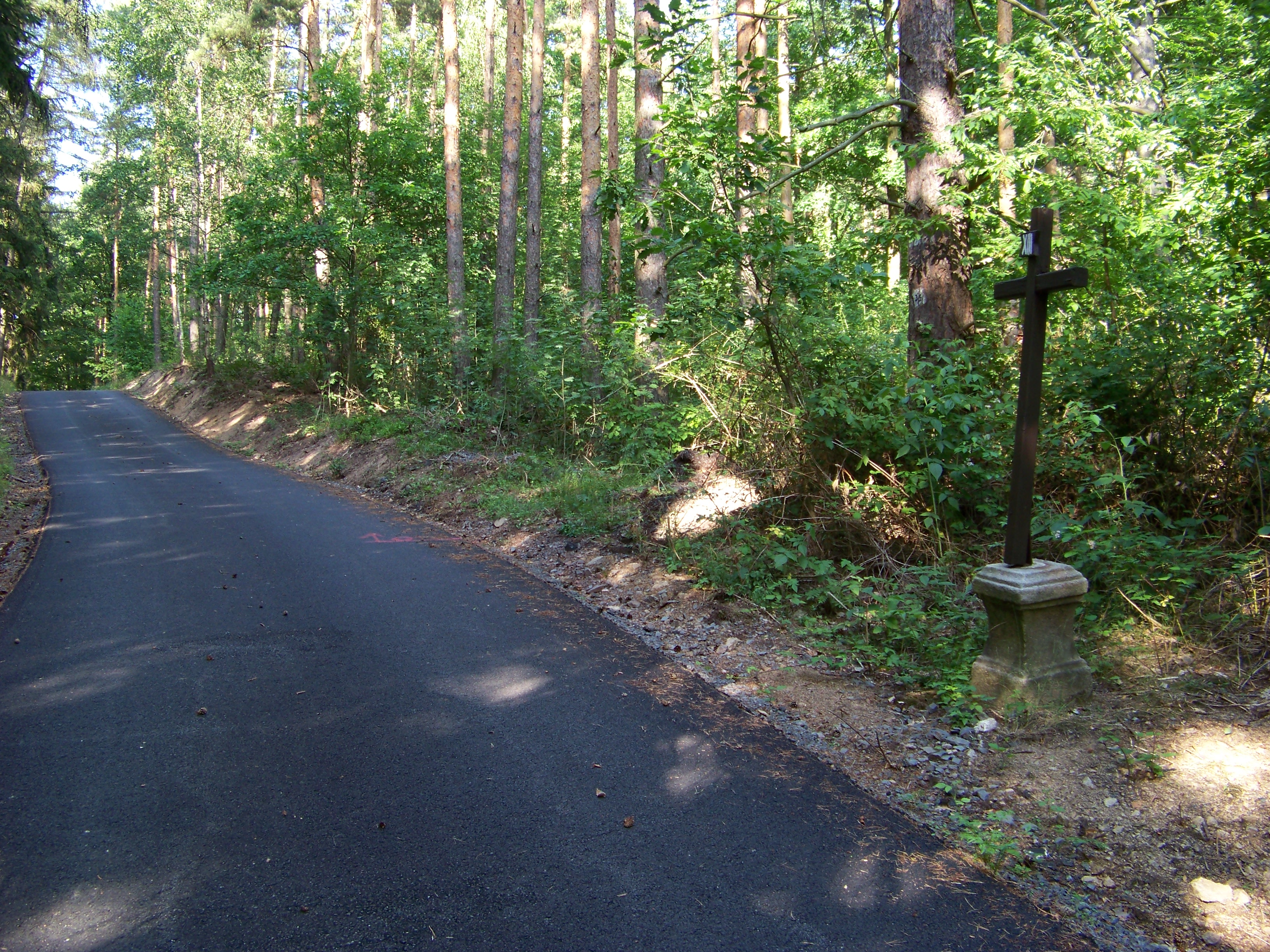
Na Pelechu, XIII. zastavení

Roku 1992 byly při opravě slivického hřbitova a farní zahrady nalezeny žulové podstavce pod železné a litinové kříže. Z iniciativy pana Jaroslava Hrubého, který rozvezl podstavce po lesních cestách a křižovatkách, vznikla křížová cesta. Stará zlomená železa vysekal pan Sirotek z Buku a dřevěné kříže zhotovil truhlář Jaroslav Turnovec z Horních Hbit.
První zastavení je na Jesenické cestě, GPS 49.6649000N, 14.0670000E, další stojí směrem od Jesenice na východ na lesních cestách v místech zvaných Babiny a Na Jírovské, po cyklotrase č.8195. Na rozcestí U Čtyř křížů jsou čtyři kříže z křížové cesty, kříž vysoký 2,5 metru je osmým zastavením. Zhotovil jej tesař Josef Vlasatý z Buku, materiálem je dubové dřevo. Kříž je upevněn na kovové konstrukci a umístěn mezi lípu a dub. Od rozcestí cesta vede na jih k hájovně Na Pelechu, kde je poslední, čtrnácté zastavení.
Délka křížové cesty je 3,2 km a roku 1993 ji posvětil P. Jiří Hájek. Pobožnost křížové cesty se zde koná nepravidelně, většinou v květnu.